# Tajda Lovšin
Tajda Lovšin (Izola, 7 de octubre de 1998) es una jugadora de voleibol y voleibol de playa eslovena.

## Carrera
De 2017 a 2022, jugó voleibol bajo techo para el OK Ankaran Hrvatini y el ATK Grosuplje en la liga eslovena.
Lovšin comenzó a jugar voleibol de playa junto a Daja Gorišek de 2013 a 2015, con quien se proclamó campeona de Eslovenia en 2014 y participó en el Campeonato Europeo Sub-18 en Riga en 2015. En 2016 y 2017 compitió con Špela Morgan en varios campeonatos juveniles. En 2018 y 2019, jugó con su hermana mayor Nina Lovšin en torneos de nivel inferior del FIVB World Tour. Después de competir nuevamente con Špela Morgan en torneos nacionales en 2020, Tjaša Kotnik se volvió compañera de Lovšin desde mayo de 2021. En julio de 2021, Kotnik/Lovšin ganaron el campeonato nacional. En el Campeonato Europeo de Vóley Playa de 2022 en Múnich, las dos eslovenas ganaron el partido inaugural de la fase de grupos en el Grupo G, donde derrotaron a la dupla italiana Claudia Scampoli-Margherita Bianchin para avanzar a los octavos de final, y alcanzaron la ronda eliminatoria, donde fueron eliminadas por las ucranianas Inna e Iryna Machno. El mejor resultado del equipo en el recién creado Volleyball World Beach Pro Tour de 2022 fue el quinto puesto en noviembre en el torneo Elite16 en Ciudad del Cabo; si bien no fueron rivales para las estadounidenses Emily Stockman y Megan Kraft, derrotaron a las alemanas Louisa Lippmann y Laura Ludwig, antes de caer ante las brasileñas Eduarda Santos Lisboa y Ana Patrícia Ramos.
Kotnik y Lovšin comenzaron la temporada del año 2023 participando en la final europea del torneo King and Queen of the Court en Luxemburgo. Lograron clasificar para los partidos eliminatorios del Campeonato de Europa en Viena de ese año tras terminar la fase de grupos de la competición con una victoria y una derrota. Compitieron en los Juegos Mediterráneos de Playa en Heraclión, Creta y terminaron la competición en quinto lugar.
En 2024, Kotnik y Lovšin no lograron clasificarse para el torneo principal de la Serie Mundial en Xiamen, luego de que en segunda ronda de clasificación fueron derrotadas por las alemanas Lea Sophie Kunst y Julia Sude. La pareja no logró ganar la Copa de Naciones de Letonia, no logrando clasificar para los Juegos Olímpicos de París 2024. Esto, sumado al fracaso de la pareja de Živa Javornik y Maja Marolt de también clasificarse, significó que Eslovenia no tuvo representante en voleibol de playa para los Juegos Olímpicos. Sin embargo, Kotnik y Lovšin tuvieron un consuelo al ganar el mes siguiente el Campeonato en Europa Central de Voleibol de Playa de locales en Kranj, tras derrotar a las austriacas Katharina Holzer y Magdalena Rabitsch en la final.